# Bernhard Dunker

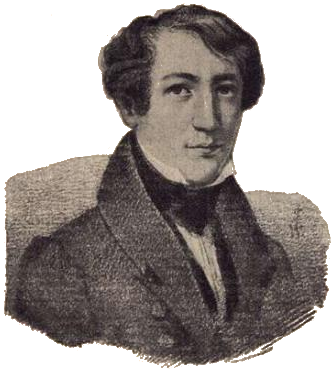
Bernhard Dunker.

Carl Christian Henrik Bernhard Dunker, född 22 maj 1809 i Schleswig, död 28 juli 1870, var en norsk jurist och politiker. Han var far till författarinnan Mathilde Schjøtt.
Dunker blev juris kandidat 1834, overretsprokurator 1837, højesteretsadvokat 1841 och regeringsadvokat 1859. Som advokat räknades Dunker som ett av sitt lands främste. Vid sidan härav verkade Dunker, om än aldrig som medlem av storting eller regering, politiker och politisk författare och nådde som sådan stort inflytande, främst tack vare den logiska skärpa och starka rättskänsla, som präglade hans inlägg. Som övertygad motståndare till demokratin ivrade han för införande av absolut veto. Som varm skandinav verkade Dunker 1848 för aktiv nordisk hjälp åt Danmark samt förvarade vid olika tillfällen unionen med Sverige. Han gjorde sig dock i många frågor till talesman för norska frågor, och bland annat i ståthållarstriden tog han strid mot den svenska ståndpunkten och kom mot slutet av sitt liva att framstå som en talesman för nationellt norska, folkliga krav.